# Baba House
Pour les articles homonymes, voir Baba.
Baba House ou NUS Baba House est un musée de Singapour traitant de l'histoire, de l'architecture et de l'héritage des Baba-Nyonya (aussi appelés Chinois des Détroits ou Peranakan).

## Le musée
Il s'agit d'une maison de ville traditionnelle baba-nyonya de 3 étages d'avant-guerre qui appartenait autrefois à la famille d'un magnat du transport maritime du XIXe siècle, Wee Bin (en), qui s'est installé à Singapour, après être arrivé de la province chinoise méridionale de Fujian. La Baba House est également une annexe du NUS Museum (en), un musée de l'université nationale de Singapour (abréviation en anglais : NUS) et est cogérée par le Centre des arts de la NUS.
La maison fut construite dans les années 1890 et classée par l'Urban Redevelopment Authority (en) en 1991.
En avril 2005, un don de 4 millions de dollars australiens a été fait à l'université nationale de Singapour (NUS) par Mme Agnes Tan, la dernière fille survivante du fondateur de l'Association des Chinois de Malaisie (MCA), Tan Cheng Lock. Ce don a été fait à l'université pour acquérir la maison. 
Environ 70% du mobilier de la maison appartenait à la succession Wee, tandis que le reste FUT acquis auprès d'autres familles. Les deux premiers étages de la maison présentent l'intérieur domestique des Chinois des Détroits, tandis que les artistes présentent des interprétations modernes de la culture peranakan dans la galerie d'exposition du troisième étage. 
En même temps, le musée peut accueillir des ateliers comme ceux ayant trait à la cuisine nyonya.
Le musée fut inauguré en 2008 par Sellapan Ramanathan, président de Singapour.